# پواچیشوو
پواچیشوو (به لهستانی:  Płaciszewo) یک روستا در لهستان است که در گمینا گلینویتسک واقع شده‌است.